# Crise albanaise de 1997
La crise albanaise de 1997, parfois appelée guerre civile albanaise, s'est déroulée en Albanie du 16 janvier au 11 août 1997. Elle a eu pour principale cause l'effondrement de pyramides de Ponzi, faisant perdre au pays près de la moitié de son PIB. Elle se conclut par la chute du président et un changement de gouvernement.

## Mise en place
À la suite de la dictature d'Enver Hoxha, l'Albanie se tourne vers l'économie de marché, et alors que le système bancaire est balbutiant, de nombreux systèmes de Ponzi, aussi appelés « pyramidales », sont mis en place : des sociétés frauduleuses promettent des taux extrêmement élevés et payent les intérêts des premiers épargnants avec l'argent des suivants. Près de 2 millions d'Albanais, sur une population totale de 3,5 millions, vendent ainsi leurs biens pour bénéficier de tels rendements. La banque centrale, le Fonds monétaire international (FMI) et la Banque mondiale mettent en garde contre ces placements, mais en vain.
Un système se met en place où deux camps rivalisent : les intérêts politico-mafieux liés au parti démocrate, ses partisans étant plus souvent situés au nord, et ceux liés au parti socialiste, plus souvent au sud.

## Crise
La bulle économique éclate au début de 1997. La perte s'établit à 1,7 milliard de dollars, soit la moitié du produit intérieur brut (PIB)[réf. nécessaire].

## Déroulement
Le gouvernement refusant de rembourser les Albanais, des émeutes éclatent. Des bâtiments officiels sont incendiés ou détruits. Le sud du pays ne reconnaît plus l'autorité du président .
Le 2 mars 1997, l'état d'urgence est décrété.
Le gouvernement envoie l'armée dans le sud pour réprimer les émeutes, incluant des chars et des forces spéciales. Cependant, les unités se montrent peu combatives, et certaines rallient même la rébellion.
Le 7 mars, l'insurrection est circonscrite aux quatre villes de Delvinë, Saranda, Tepelen et Vlora, au sud du pays.
Un gouvernement de réconciliation nationale est mis en place à partir du 9 juin.

## Intervention internationale
Par la résolution 1101 du 28 mars 1997, le conseil de sécurité des Nations Unies valide l'envoi d'une force de protection de 7 000 hommes. L'intervention internationale est menée sous commandement italien, et vise à organiser des élections législatives en juin.

## Élections et fin de la crise
Le 29 juin ont lieu deux élections : un référendum sur le retour de la monarchie et des élections législatives. Le Parti socialiste, d'opposition, remporte largement les élections face au Parti démocrate au pouvoir. Sali Berisha reconnaît sa défaite et annonce sa démission le 24 juillet. Rexhep Mejdani lui succède, c'est la fin des émeutes. Le référendum voit une victoire du camp républicain, même si le résultat est contesté par le prince Leka, qui part en exil.
Les forces internationales quittent l'Albanie le 11 août.

## Conséquences
Le bilan des émeutes est de 2 000 morts. Certaines armes prises lors des pillages alimentent les réseaux mafieux, d’autres sont utilisées peu après lors de la guerre du Kosovo. L'économie albanaise a eu besoin de l'intervention du FMI et de la Banque mondiale pour être relancée.